# Александар Мишон
Александар Михајлович Мишон (рус. Александр Михайлович Мишон; фр. Alexandre Michon; 1858 Харков-1921 Самара) био је руски фотограф и новинар, најпознатији као пионир азербејџанске кинематографије. 

## Биографија
Родио се у француској породици у Харкову, где је године 1883. покренуо фотографски студио. Следеће се године преселио у Баку, данашњи главни град Азербејџана. Тамо је отворио студио, али и покренуо локално фотографско друштво. Године 1898. је Лимијеровом камером снимио неколико кратких документарних филмова о нафтним пољима крај Бакуа. Године 1908. преселио се из Бакуа у Славјанск, а 1913. године у Харков. За вријеме руске револуције прикључио се бољшевицима те је пред смрт био председник револуционарног трибунала у Вороњежу.